# Табу (фильм, 1931)
«Табу» (англ. Tabu) — последний фильм Фридриха Вильгельма Мурнау.

## Сюжет
Престарелый посланник Хиту прибывает с важной миссией на маленький остров Бора-Бора в южной части Тихого океана. Он передаёт вождю Бора-Бора послание вождя острова Фанума: умерла священная дева его племени, и девушке племени Бора-Бора по имени Рери оказана высокая честь занять место покойной. С этой минуты она — табу: ни один мужчина не должен касаться её или обращать на неё вожделеющий взгляд под страхом смерти. Матахи, возлюбленный Рери, не в силах вынести этого. В ту же ночь он похищает Рери с корабля посланника, и они бегут с острова на каноэ.
Полумёртвые, они прибывают во французскую колонию. Оба выздоравливают, и Матахи становится самым удачливым ловцом жемчуга в общине. Они счастливы, но Матахи не знает денег и не понимает, что за счета подписывает, угощая всех выпивкой.
Местный полицейский получает уведомление от французского правительства, объявившего награду за выдачу пары, но Матахи даёт ему взятку своей последней жемчужиной. На остров прибывает Хиту. Он встречает Рери и объявляет ей, что если она через три дня не сдастся, Матахи предадут смерти. Рери убеждает Матахи, что им нужно бежать, не рассказывая о встрече с Хиту. Но когда Матахи покупает билеты на шхуну, продавцы берут с него деньги в уплату долгов.
Ночью Хиту возвращается с копьём. Рери закрывает собой спящего Матахи, затем соглашается вернуться на Бора-Бора, чтобы спасти ему жизнь. Когда Матахи просыпается, Рери притворяется спящей. Матахи решает достать деньги ловлей жемчуга в запретном месте в лагуне, охраняемом акулой, которая уже погубила одного ловца. После его ухода Рери пишет прощальную записку и уходит с Хиту. Матахи удаётся уйти от акулы и добыть жемчуг, но, вернувшись домой, он находит записку. Он пускается вплавь за судном Хиту и хватается за свисающую с него верёвку, но Хиту перерезает её. Продолжая плыть за судном, Матахи истощается и тонет.

## Признание
- Флойд Кросби получил за фильм «Оскар» в номинации «Лучшая операторская работа».
- Картина включена в Национальный реестр фильмов в 1994 году.